# ويليام س. تومسون
ويليام س. تومسون (بالإنجليزية: William C. Thompson)‏ هو مصور سينمائي أمريكي، ولد في 30 مارس 1889 في Bound Brook (Raritan River tributary) ‏ في الولايات المتحدة، وتوفي في 22 أكتوبر 1963 في لوس أنجلوس في الولايات المتحدة.

## وصلات خارجية
- ويليام س. تومسون على موقع IMDb (الإنجليزية)
- ويليام س. تومسون على موقع ألو سيني (الفرنسية)
- ويليام س. تومسون على موقع أول موفي (الإنجليزية)
- ويليام س. تومسون على موقع قاعدة بيانات الأفلام السويدية (السويدية)
- ويليام س. تومسون على موقع قاعدة بيانات الفيلم (الإنجليزية)
- ويليام س. تومسون على موقع كينوبويسك (الروسية)